# Muhammad Szaíd Pasa
Muhammad Szaíd Pasa (arab írással محمد باشا سعيد, tudományos átiratban Muḥammad bāšā Saʿīd, Alexandria, 1863. január 18. – 1928) egyiptomi jogász, politikus, kétszeres miniszterelnök volt. 

## Életútja
Alexandriában született, török származású családban. Jogi tanulmányokat végzett, majd tanulmányait követően a külföldiekkel kapcsolatos ügyekben döntő kevert bíróságok mellett működő ügyészségen kezdett dolgozni 1882-ben. 1889-ben átkerült az általános polgári ügyekkel foglalkozó ügyészségre, majd az alexandriai polgári ügyészség vezetője lett. 1895-ben a bírósági felügyelet ellenőre lett. Tovább emelkedve a ranglétrán, 1905-ben a polgári fellebbviteli bíróság tanácsosává nevezték ki.
Butrosz Gáli Pasa 1908 novemberében kinevezett kormányában belügyminiszteri megbízást kapott. Miután 1910. február 21-én Gáli Pasa merénylet áldozata lett, II. Abbász Szaíd Pasát nevezte ki utódául. Kormányában megmaradt a belügyek élén. Miniszterelnökként folytatta az Eldon Gorst, majd Herbert Kitchener főmegbízottak által képviselt britekkel való együttműködést. Kormányában elsőként mezőgazdasági minisztérium is működött. 1914 áprilisáig volt hivatalban, amikor is kül- és igazságügy-minisztere, Huszajn Rusdi Pasa kapott kormányfői megbízást.
Az első világháború végén, 1918-ban csatlakozott a Musztafa Kámil alapította britellenes Nemzeti Párthoz, és Umar Túszún Pasa herceghez csatlakozva 1919-ben küldöttséget (arabul vafd) alapított, amelyet a párizsi békekonferenciára szándékoztak meneszteni Szaad Zaglúl Pasa küldöttsége. Mivel Fuád szultán velük sem volt hajlandó együttműködni, a két küldöttség végül Zaglúl vezetése alatt egyesült, de a brit megszállók sokáig megakadályozták részvételét a konferencián, végül 1919 márciusában letartóztatták. Az eset nyomán robbant ki az 1919-es egyiptomi forradalom. A rendet csak Zaglúl szabadon engedésével lehetett helyreállítani; az időközben minden hatalmát elvesztett Rusdi Pasát pedig Muhammad Szaíd Pasával váltották fel.
Szaíd Pasa második kormánya idején folytatódott a forrongás, közben Zaglúl Pasa kilátástalanul tárgyalt Párizsban a nagyhatalmak képviselőivel. Amikor híre jött, hogy a britek időnyerés céljával bizottságot küldenének az egyiptomi zavargások és alkotmányos helyzet kivizsgálására (ld. Milner-bizottság), anélkül, hogy le kívánnának mondani a protektorátusról, Szaíd Pasa tiltakozását fejezte ki, követelve, hogy ezt csak az Oszmán Birodalommal történt békekötés után tegyék meg (Az addig formálisan Oszmán Birodalomhoz tartozó Egyiptomot ugyanis a britek 1914-ben egyoldalúan függetlenítették és tették protektorátusukká.) Miután a Lord Allenby képviselte britek nem teljesítették kérését, Szaíd Pasa november folyamán lemondott. Utódául a pénzügyminiszterét, Júszuf Vahba Pasát nevezték ki.
Ezután parlamenti képviselővé választották az alexandriai Gumruk körzetből az első és második törvényhozásban is. Zaglúl Pasa 1924 januárjától novemberéig működő kormányában ő vezette az oktatásügyi tárcát. Ilyen minőségben igyekezett a kötelező közoktatás 1923-ban alkotmányba foglalt ingyenességének érvényt szerezni: 24 ingyenes iskolát létesített országszerte, és bizottságot hozott létre a teljes körű ingyenesség megvalósítására. A lánygyermekek számára engedélyezte az óvodába járást, és rendezte a közhivatalnokok béreit.